# ثقافة الخليج العربي
ثقافة الخليج العربي تمتد منذ 4000 سنة قبل الميلاد، عبر حضارات قامت في الجنوب (عمان حاليًا) أو حضارة دلمون (البحرين حاليًا) أو الحضارة الإسلامية التي ابتدأت من مكة المكرمة - السعودية إلى العالم، حيث يعتبر الخليج العربي بضفتيه الشرقية والغربية مكاناً نوعياً في العالم كجسرٍ للحضارات والثقافات الشرقية فيما بينها، ومع الحضارات والثقافات الغربية، وقد شكّل هذا الجسر الحضاري واحداً من أعظم الطرق الذي كانت تسري في مصول ودماء الحضارات والثقافات.

## الثقافات القديمة
في الساحل الغربي من الخليج العربي، نشأت عدة ثقافات تركت أثرها في المنطقة لعدة عقود، ومن أبرزها التالي:
1. ثقافة دلمون: مركزها في جزيرة البحرين وانتشرت في سواحل شرق الجزيرة العربية العليا، عرفها السومريون بأرض الفردوس وأرض الخلود والحياة. أما مواقع آثارها فهي: فيلكا، البحرين، القطيف. وهي حلقة الوصل بين بلدان الشرق الأوسط والأدنى حيث كانت في الشمال حضارة بلاد ما بين النهرين (العراق) وفي الشرق وادي السند (الهند) وفي الغرب حضارة مصر القديمة، وفي الجنوب حضارة اليمن.
2. ثقافة أم النار: تقع جزيرة أم النار، الواقعة قبالة ساحل إمارة أبوظبي، على موقع أثري أسفر عن اكتشافات هامة ساعدت على إلقاء الضوء على ثقافة ونمط الحياة لسكان الإمارات العربية المتحدة في العصر البرونزي، فمنذ حوالي 2600 إلى 2000 سنة قبل الميلاد، عمل سكان الجزيرة في الصيد وصهر النحاس، ومارسوا التجارة خارج حدود الجزيرة ليصلوا إلى بلاد الرافدين ووادي السند، وتمّكن سكان الجزيرة الأوائل من إقامة مستوطنات ثقافية خارج مركزها.
3. ثقافة مجان: ثقافة عُمان والساحل الشرقي لجزيرة العرب تميزت ببناء السفن، وجاب أهلها البحار وتاجروا، وتوسعوا في نقل التجارة من مختلف السواحل.
أما في الساحل الشرقي من الخليج العربي، فقد عُرفت في هذه المنطقة عدة ثقافات أبرزها التالي:
1. أنشان: عاصمة عيلام، وهي أقدم حضارة (تسمى حضارة بسبب وجود كتابة خاصة بها) تقع في أقصى غرب وجنوب غرب إيران المعاصرة، وتمتد من الأراضي المنخفضة لما يعرف الآن بخوزستان (الأحواز) وإقليم عيلام بالإضافة إلى جزء صغير من جنوب العراق.
2. أرتّا: ثقافة نوعية لمنطقة بهذا الاسم، وصفت، في الأدب السومري كمكان أثري مليء بالذهب والفضة واللازورد وغيرها من المواد الثمينة، وكذلك الحرفيون لصناعتها. وهو مكان بعيد ويصعب الوصول إليه. فهي موطن للإلهة إنانا ولذلك كان ولاؤها لأوروك معروفاً.

## ثقافة البحرين
تعتبر الحركة الثقافية في البحرين من أكثر الحركات الثقافية نشاطاً في الخليج العربي، فمنذ العشرينيات دخل التعليم دولة البحرين، وأخذت شرائح المجتمع بالتواصل مع الثقافة المحيطة، من خلال المجلات والدوريات العربية، مما ساعد على بناء قواعد ثقافية جيدة، تحصد البحرين اليوم نتاج هذه الفترة، فهناك الكثير من المسارح كمسرح أوال ومسرح جلجامش ومسرح الصواري، بجانب دور الثقافة كأسرة الأدباء والكتاب البحرينية، ومركز شيخ إبراهيم، والملتقى الثقافي الأهلي، وكذلك بالنسبة للنشاط الفني سواء في الموسيقى أو الرسم، فهناك أكثر من جمعية تهتم بتطوير الكادر البحريني، ووضعه في السياق الحضاري بجانب أخوة في مساحة الكون.

### موسيقى وفنون
تعتبر الحركة الموسيقية والفنية في البحرين من أكثر الحركات نشاطا في دول الخليج العربي ولكن يؤخد عليها بانعدام الدعم المادي من الجهات المختصة. من أشهر الموسيقين البحرين خالد الشيخ، أحمد الجميري، هند، علي بحر الذي يقدم ألبوماته مع فرقة الأخوة. .

### مسرح
توجد عدة شركات ومؤسسات مسرحية ومنها:
- مسرح الصواري.
- وفي عام 1925 تم تقديم أول مسرحية في البحرين، وهي مسرحية «القاضي بأمر الله». وفي عام 1928 قدمت المدرسة نفسها مسرحية «امرؤ القيس»، وتبعتها مسرحية «نعال بو قاسم الطنبوري». كما تم تقديم مسرحية «ثعلبة». وفي عام 1932 قدمت مسرحية «داحس والغبراء».

وفي عام 1931 تم تقديم مسرحية «سيف الدولة بن حمدان» من تأليف وإخراج الشاعر عبد الرحمن المعاودة، على مسرح مدرسة «الإصلاح الأهلية» التي أسسها المعاودة، وتبعتها مسرحية «عبد الرحمن الداخل» في عام 1936 من تأليف وإخراج المعاودة أيضاً.
وبدأ المسرح في البحرين يتواصل مع التراث الأدبي العالمي، فقدم في عام 1940 مسرحية «لقيط الصحراء»، في مدرسة الهداية، كما تم تقديم مسرحية «مجنون ليلى» لـأحمد شوقي، على مسرح نادي البحرين، وكذلك مسرحية «مصرع كليوباترا» ثم مسرحية «قيس ولبنى» للشاعر عزيز أباظة.